# 賈復旦
賈復旦，本名文森．羅伯特．卡波達諾(Vincent Robert Capodanno,MM,1929 年 2 月 13 日 - 1967 年 9 月 4 日）是一名天主教神父和玛利诺會传教士，在越南战争期间担任海军陆战队步兵部队的隨軍神父时阵亡。他被追授美国最高军事勋章荣誉勋章，以表彰他在职责范围之外的英勇行为。天主教会封他為天主之僕。

## 生平
1929年2月13日生於紐約史達藤島(Staten Island)一個義大利新移民的虔誠天主教家庭，家中排行第十。
1949年他20歲，加入玛利诺會。
1958年六月14日，由當時紐約總主教史方濟樞機(Cardinal Francis Spellman)為他主禮晉鐸，成為瑪利諾傳教會士，母親賈瑞秋女士(Mrs. Rachel Capodanno)親臨祝福，他即將被派往福爾摩沙，也就是台灣的苗栗客庄地區傳教。

從洛杉磯搭船到日本，再飛到台灣，最後落腳在苗栗銅鑼聖瑪利亞天主堂。他將花費一年的時間去適應對他來說完全陌生的亞熱帶氣候、食物、風土民情，最重要的，是學習客語。後被調往香港瑪利諾神父教會學校(Marynoll Fathers' School)任教

1965年越戰戰況白熱化，美國海軍陸戰隊加入戰局。回想到過去，正是他在瑪利諾會期刊「遠方禾田」(The Field Afar)中讀到關於過往戰場上軍鐸的勇氣與犧牲精神，同年八月他獲准成為天主教美國軍中服務總教區海軍隨軍司鐸，11月晉升海軍中尉，並送往羅德島州新港市(Newport, RI)的海軍司鐸學校接受為期八週的軍官訓練課程。1966年聖週，他踏上了越南的土地。
1967年9月4日，北越軍拂曉進攻，伏擊了巡邏的三角洲連(Delta Company)，雙方激戰情況不妙。賈神父所屬的第三營準備參戰，但他們並不知敵眾我寡。
第五小時，第三營的基洛(Kilo)與麥可(Mike)兩個連加入戰局，神父申請共赴戰場被拒，因軍鐸是不許進入前線的，但神父仍舊跟著戰士們一起移動，麥可連連長也只好准許了。他們原本計畫移動到一個可供直升機降落的支援站，但地面砲火太強，直升機只能降落在4公里以外處。敵軍打定主意不讓兩個連到達目的地。約莫中午，賈神父替所有戰士們辦了「集體赦罪」(General Absolution)的和好聖事，並把握時機讓所有前來領聖體的戰士們領受基督聖體。
行進1.5公里後，雙方正式交火，敵軍火力太強，槍林彈雨中戰士們傷亡慘重。神父本可躲在一個相對安全有小丘掩護的坑內，但傷兵的哀號傳入他耳，令他痛苦萬分，瑪利諾會士「與之同苦......」又浮現腦海。
當聽到傳信兵對著無線電大喊「我們撐不住了，就要被殲滅，到處都是重傷與陣亡的人。」神父再也忍不住，他越過小丘衝向第一位倒地陣亡的戰士。拖回小丘後，不畏子彈亂飛又衝回戰場，替另一位將亡的戰士行終傅聖事。
神父本來帶著防催淚瓦斯的面罩行進在傷兵間，安慰與祝福他們。當看到一位戰士拼命咳嗽時，他把面罩給了他讓他可以戰鬥。別的士兵要把自己的面罩給他都被拒絕，他不停地把傷者帶回掩體後方，並給亡者與將亡者傅油。
瓦斯消散後，北越軍恢復火力。神父不為所動，視敵軍砲火如無物，沉著、無懼、專注於履行自己對陸戰隊戰士們的職責。時而可以聽到他對受傷戰士說「保持冷靜，別恐慌....」。他的精神感動了其他戰士，以身作則的拯救靈魂，他的勇氣激勵了其他人鼓起勇氣繼續戰鬥。
當奔向另一位受傷的戰士時，砲彈碎片擊中了他的右手與右肩。神父為這位將亡的戰士誦唸天主經直到他斷氣。他拒絕就醫與撤離，繼續照顧主託付給他的羊。砲火中，他雙目直視著受傷的戰士說「耶穌說，要有信德」，或說「耶穌是真理，是生命」。
神父再次受傷，這回手臂與雙腿都負傷了，他仍拒就醫，一心一意照顧戰士們的靈魂，活出真正的「與之同苦」。直到他跪在一位被敵軍近距離機槍射中的重傷戰士旁，不顧危險的看著他，對著他說「保持冷靜，陸戰隊戰士，你會沒事的，一會兒就會有人來救你，天主一直與我們同在」。

另一位戰士在奔向神父與這位傷兵途中中彈。神父立刻向他跑去，用自己的身體護著他。霎那間敵人機槍開火，打中神父背後，從頭到脊椎底部共27彈，好神父當場陣亡，得年39歲。 （页面存档备份，存于）

## 军事奖项
賈復旦神父的奖项和勋章包括：  
| [[Image:{{{name}}}.svg\|106px\|border\|alt=]] |                                               |                                               |
| [[Image:{{{name}}}.svg\|106px\|border\|alt=]] | [[Image:{{{name}}}.svg\|106px\|border\|alt=]] | [[Image:{{{name}}}.svg\|106px\|border\|alt=]] |
| [[Image:{{{name}}}.svg\|106px\|border\|alt=]] | [[Image:{{{name}}}.svg\|106px\|border\|alt=]] | [[Image:{{{name}}}.svg\|106px\|border\|alt=]] |
| [[Image:{{{name}}}.svg\|106px\|border\|alt=]] | [[Image:{{{name}}}.svg\|106px\|border\|alt=]] | [[Image:{{{name}}}.svg\|106px\|border\|alt=]] |

| 荣誉勋章             |                                                        | 铜星勋章w/ Combat "V"               |
| 紫心勋章             | 战斗行动丝带                                           | 海军总统单位奖状                    |
| 国防服务奖章         | 越南服役勋章与FMF 作战行动徽章和三个3⁄16英寸青铜服务星 | 越南银星英勇十字勋章                |
| 越南英勇十字单位奖状 | 越南民事诉讼奖章单位嘉奖                               | 越南共和国竞选奖章，带 1960 年-装置 |

## 荣誉和命名

### 卡波丹諾號巡防艦

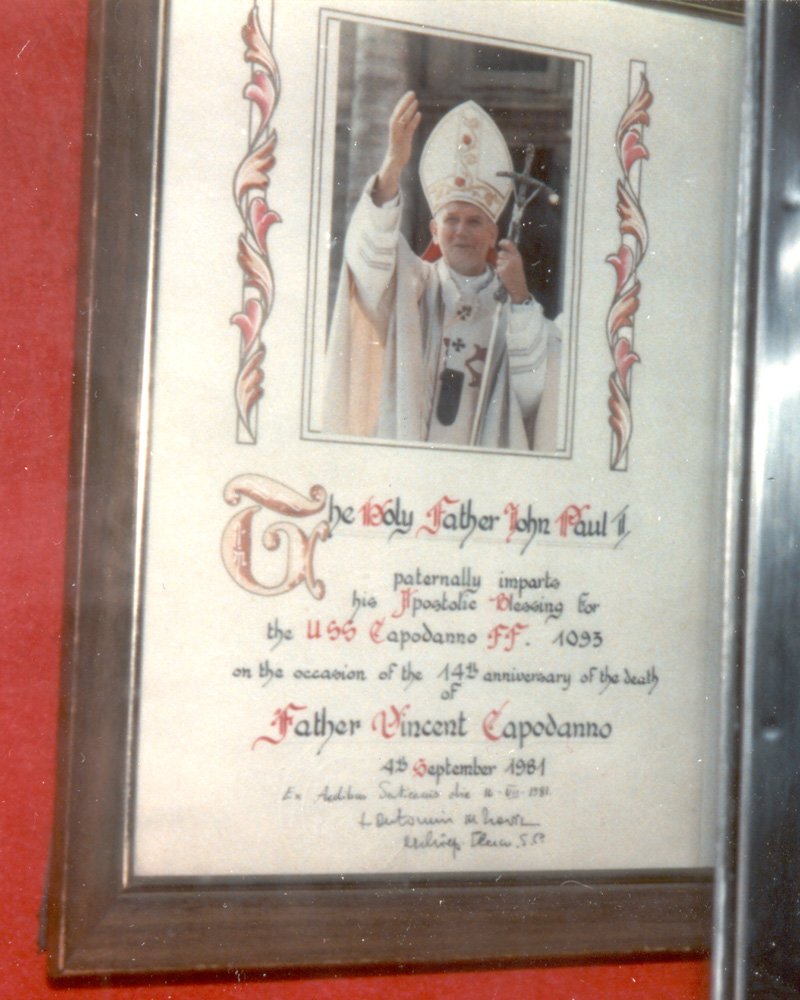
教皇祝福证书

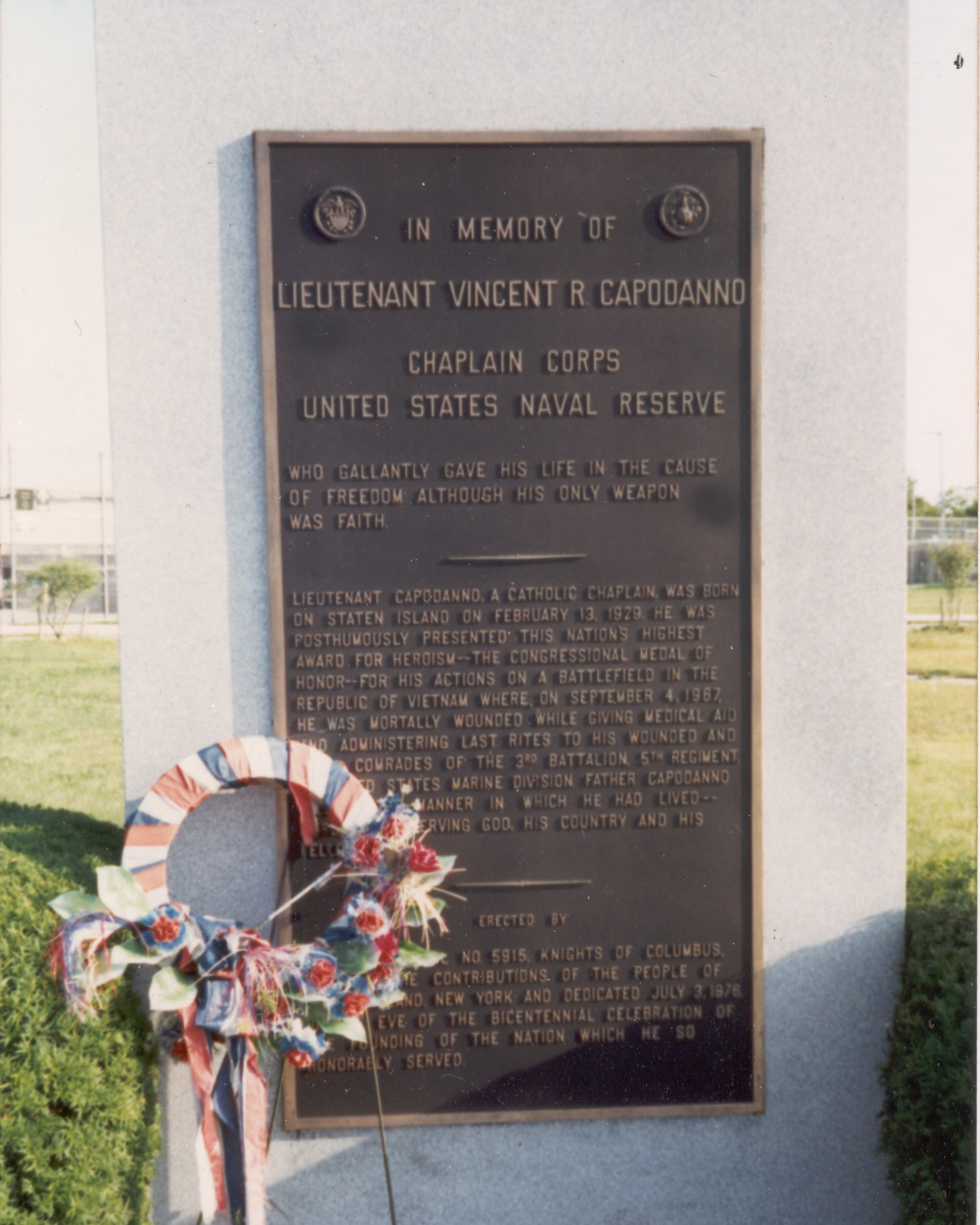
纪念賈復旦神父的纪念碑，位于纽约史泰登岛的同名林荫大道旁

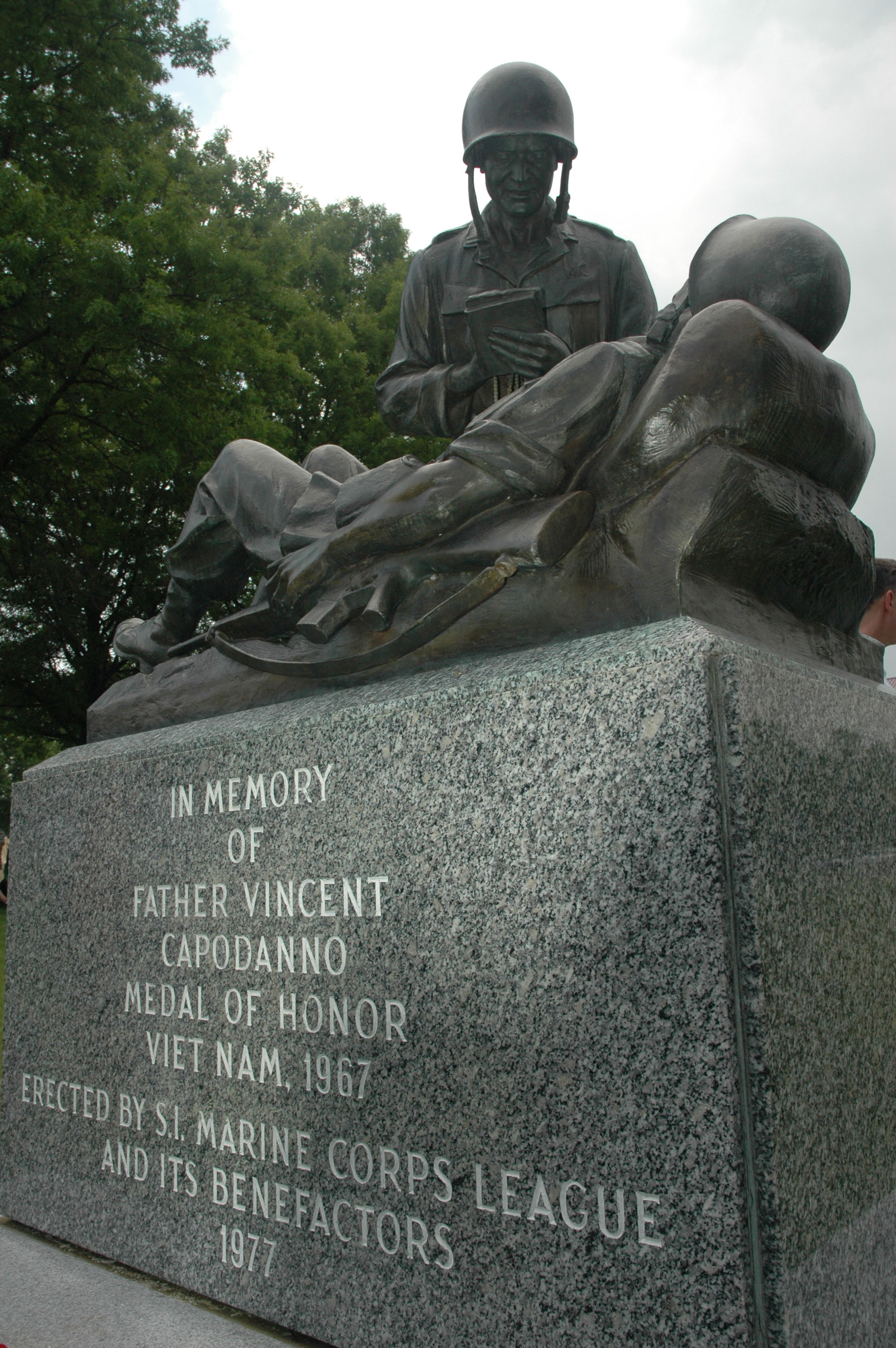
另一个纪念文森特卡波丹诺神父的纪念碑，沃兹沃思堡，纽约

諾克斯級 卡波丹諾號以他的名字命名。卡波丹諾號 於 1973 年 11 月 17 日服役， 1981 年 9 月 4 日，也就是這位神父逝世 14 週年之際，它成為美國艦隊中第一艘接受教皇祝福的船隻，當時這艘船受到教宗若望保祿二世的祝福。 1993年7月30日，該艦服役20年後退役，轉往土耳其。.

### 纽约市荣誉
1971 年 3 月，位于史坦顿岛的哥伦布骑士团麦当娜委员会开始了一项公开运动，希望在他的家乡建立一个永久纪念卡波达诺的纪念碑。 1974年10月，提议将Seaside Boulevard的名称改为Father Capodanno Boulevard ；一年后，该法案被纽约市长通过。在美国二百周年的周末，纽约市宣布 1976 年 7 月 3 日为“賈復旦神父日”，在纪念弥撒之后举行了游行，其中包括美国海军陆战队颜色卫队、游行乐队、童子军，以及许多其他群体。  
在史泰登岛的賈復旦神父大道的中点附近，沙巷的拐角处，有一座以浅灰色巴雷花岗岩制成的神父纪念碑，高 8 英尺，宽 4 英尺（2.4mx 1.2m），上面有一块青铜牌匾.在大道的北端附近，在沃兹沃思堡的賈復旦神父纪念教堂旁边，矗立着一座 1977 年的神父雕像，他在最后一战中为一名倒下的军人祈祷。 附近的南海滩社区賈復旦神父天主教学院的所在地，该学院于 2020 年由两所教区小学合并而成。 

### 台湾賈神父紀念堂
他的家人於他過世後，在美國募款最終成功興建了天狗天主堂，堂內設立了一間「賈神父紀念堂」。

### 其他实物纪念物
在他出版的传记中提到了对卡波达诺神父的进一步纪念： 
- Capodanno 教堂，Que Son 谷，越南
- Capodanno 纪念教堂，海军驻地纽波特，罗德岛
- Capodanno Drive，新港海军基地，罗德岛
- Capodanno 教堂，海军医院，奥克兰，加利福尼亚
- Capodanno 教堂，彭德尔顿营，加利福尼亚
- 文森特·罗伯特·卡波丹诺海军诊所，加埃塔，意大利
- 文森特卡波达诺广场，加埃塔，意大利
- Capodanno 大楼，海军人事司令部，米灵顿，田纳西州
- Capodanno 教堂，海军陆战队航空站，岩国，日本
- 天主教神父纪念馆，阿灵顿国家公墓，弗吉尼亚州阿灵顿

- 相Capodanno 教堂，基础学校，海军陆战队基地匡蒂科，弗吉尼亚[8]
- Capodanno 纪念教堂，Al-Taqaddum (TQ) 空军基地，伊拉克[來源請求][需要引用]
- Vincent R. Capodanno 纪念馆，国家圣母圣殿，冠军，威斯康星州[9]
- 北卡罗来纳州南派恩斯文森特·卡波达诺神父高中[10]
- 卡波达诺教堂，惠特尼号航空母舰 (LCC-20) [11]相關條目

- Biography主题
- Vietnam主题

- 天主教美國軍中服務總教區
- 天主教纽约总教区
- 美国海军纪念馆#其他海军纪念馆

## 更多参考资料
- (DVD). Focus Worldwide Network. 2004. ASIN B002Y16MA0.
- Glass, Doyle D. . Coleche Press. 2014. ISBN 978-0-692217-04-7.